# Scandolara Ripa d'Oglio
Scandolara Ripa d'Oglio es una localidad y comune italiana de la provincia de Cremona, región de Lombardía, con 636 habitantes.

## Evolución demográfica
| Gráfica de evolución demográfica de Scandolara Ripa d'Oglio entre 1861 y 2001 |
|                                                                               |
| Fuente ISTAT - elaboración gráfica de Wikipedia                               |